# Înot sincron
Înotul sincron sau înotul artistic este o formă hibridă de înot, balet și gimnastică. Înotul sincron este cea mai tânără ramură a natației, constând în înotători (fie solo, duete, trio, sau echipe), care efectuează o rutină de mișcări sincronizate elaborate în apă, însoțite de muzică. Mișcările sunt executate într-o perfectă concordanță cu muzica, astfel încât ambianța se apropie de cea a
spectacolului artistic. Înotul sincron cere abilități avansate în apă și necesită o mare putere, rezistență, flexibilitate, grație, artă și sincronizare perfectă, precum și un control perfect al respirației. 
La Jocurile Olimpice și Campionatul Mondial bărbații nu pot participa, dar alte concursuri naționale și internaționale permit și concurenții de sex masculin.
Înotul sincron este guvernat de FINA - Federația Internațională de Natație.

## Istoric

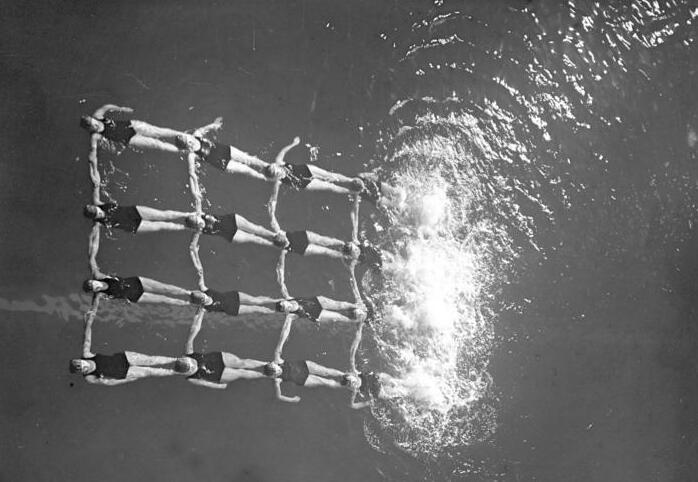
Înotul sincron în anul 1932

Înotul sincron a apărut la sfârșitul secolului al XIX-lea, respectiv în anul 1899, în Anglia, fiind numit atunci „înot ornamental”. Primele demonstrații au avut loc în Germania, în anul 1924. 

Din anul 1930, au început primele întreceri care s-au desfășurat după reguli simple, fără acompaniament muzical, sub forma unor formațiuni de diferite forme geometrice.
La unele din întrecerile sportive ale anului 1934, la Chicago, paralel cu execuția în apă, s-a folosit și acompaniamentul muzical. Apariția muzicii a impulsionat foarte mult acest sport. 

În anul 1945 a avut loc primul campionat național al S.U.A., iar în anul 1958 primul concurs internațional la Amsterdam, cu participarea a 9 țări. În același an, a luat ființă Comitetul Internațional de înot în cadrul FINA. 
În ultimii ani, rezultate de excepție au obținut sportivele din Rusia, Japonia, S.U.A., Olanda, Franța, Anglia și Italia, care au prezentat compoziții originale, executate la un înalt grad de măiestrie sportivă.
În România, înotul sincron este semnalat în anul 1954 până în 1957, când datorită cheltuielilor mari legate de asigurarea unui bazin, a echipamentului, a muzicii etc,  acest sport a fost abandonat.

## Regulament
Programul de desfășurarea al întrecerilor la înotul sincron cuprinde:
- probe individuale (solo)
- probe pe perechi (duo)
- probe pe echipe, formate din 4 sau 8 sportive.
- liber combinat

Bazinele de înot unde se desfășoară competițiile trebuie să aibă o apă foarte curată, pentru a se putea observa mișcările sub apă. Bazinul are dimensiunea de 12 X 12 m, adâncime de minim 3 m și sunt dotate cu stație muzicală subacvatică.
Fiecare probă este compusă din două părți: 

– partea impusă, cu 5 figuri obligatorii

– partea liberă, care poate avea un număr nelimitat de figuri
Durata unei execuții este pentru programul individual de 3,5 minute. Programul executat de o echipă durează 15 minute.
Înotul sincron cuprinde figuri impuse și libere, precum și diverse elemente de înot în procedeele de craul, bras, spate și fluture. 
Notarea arbitrilor se face ținând cont de: 

– sincronizarea mișcărilor între sportive și acompaniament muzical

– aspectul coregrafic 

– originalitatea compoziției

– execuția procedeelor de înot.